# Ermita de los Santos Mártires (Medina-Sidonia)
La ermita de los Santos Mártires se sitúa al pie de una ladera, y muy próxima a Medina Sidonia (provincia de Cádiz, España). Este templo está construido sobre la base de materiales y edificaciones anteriores, en concreto una villa romana, de la que formaría parte el torreón que le sirve como sacristía, y una edificación posterior de cronología visigótica del siglo VII.

## Estructura
En la piedra del dintel que da paso a la segunda sacristía aparece el nombre del patricio Lepero, que donó la villa para templo cristiano que, a su vez, sería consagrado por el obispo asidonense Pimenio el seis de diciembre del año 630. En el cipo o pedestal romano conmemorativo donde aparece esta fecha se incluye también una lista de mártires romanos cuyas reliquias se depositaron también aquí.
Ya en el interior, la iglesia presenta tres naves separadas por columnas de diferentes épocas y estilos sobre las que descansan arcos de ladrillo peraltados, y se cubre con un interesante artesonado de madera con tirantes.
El torreón cuenta con dos cuerpos adosados en ángulo: el primero realizado con sillares y técnica romana, y el segundo, más alto, ejecutado con sillarejo y rematado por un almenado árabe.
La variedad de las columnas y capiteles correspondería a un peristilo romano y las propiamente visigodas y el artesonado, de carácter mudéjar, a otras épocas posteriores. 
En el altar mayor se venera a la Virgen de Loreto, imagen traída desde Italia por el ermitaño Juan de Viera en 1666. En otros altares se veneran imágenes como San Isidro Labrador, Santa Ana, San Antonio Abad y una Piedad, entre otras.

## Protección
Esta Ermita cuenta con la declaración de Bien de Interés Cultural en la categoría de Monumento, y así fue publicado en el BOE en el año 1985.
En su interior se encuentra una imagen del siglo XVII que muestra a Santa Ana enseñando a leer a la Virgen, que fue recuperada tras un robo y que está a la espera de su declaración como Bien de Interés Cultural.
En 2019 se volvieron a detectar robos, facilitados por el abandono del templo que no tiene asignado personal para su cuidado.